# Derlei

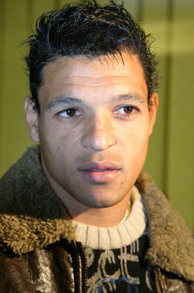
Derlei

Derlei, egentligen Vanderlei Fernandes Silva, född 14 juli 1975 i São Bernardo do Campo, Brasilien, är en brasiliansk före detta fotbollsspelare.
Han har spelat i America RN, Guarani, Madureira EC, UD Leiria, FC Porto, Dynamo Moskva, SL Benfica och Sporting Lissabon. Han är en av sju som har spelat i alla portugisiska storklubbar. Hans mest framgångsrika period i karriären var när han spelade i Porto.